# Windsor Stars
El Windsor Stars es un equipo de fútbol de Canadá que juega en la League1 Ontario, la tercera liga de fútbol más importante del país.

## Historia
Fue fundado en el año 2004 en la ciudad de Windsor, Ontario con el nombre Windsor Blue Stars, aunque desapareció en el año 2008 tras 4 temporadas en la Canadian Soccer League.
A inicios del 2011, el exdefensa del club Filip Rocca obtuvo la franquicia y refundó al club con su nombre actual, regresando a la Canadian Soccer League ese mismo año, además de ser reconocido como el sucesor de los clubes Windsor Stars de los años 1970s y del Windsor Wheels de los años 1980s.
Luego de que la Canadian Soccer League le fuera retirada la sanció por parte de la Canada Soccer Association en 2013, el Windsor se convirtió en uno de los clubes fundadores de la League1 Ontario, liga de tercera división del fútbol canadiense el 8 de abril del 2014.

## Palmarés
- Open Canada Cup: 2

2004, 2005
- AISL: 1

2005

## Jugadores

### Jugadores destacados
- Stephen Ademolu